# Tau Hercúlidas
Las Tau Hercúlidas (TAH #0061) son una lluvia de meteoritos que parece originarse en la estrella Tau Herculis. El cometa principal de Tau Hercúlidas es el cometa periódico Schwassmann-Wachmann 3 con un período orbital de 5,4 años. Esta lluvia de meteoritos ocurre del 19 de mayo al 19 de junio, alcanzando su punto máximo el 9 de junio. La lluvia de meteoritos fue observada por primera vez por el Observatorio Kwasan en Kioto, Japón, en mayo de 1930. El radiante promedio de Tau Hercúlidas es α=236°, δ= +41°. La actividad de 2022 tendrá un radiante de AR = 13:56 (209), dec. = +28 (Noroeste de la estrella Arturo en la constelación del Boyero). Los meteoros se mueven relativamente lento a alrededor de 16 km/s.
El 30 y 31 de mayo de 2022 (31 de mayo, 4:00-5:00 UTC) puede haber una lluvia de meteoritos notable generada por fragmentos del tamaño de un guijarro de la ruptura de 1995 del cometa principal. Esto requeriría que los fragmentos hayan estado migrando antes que el cometa durante los últimos 27 años. El cometa progenitor tiene 69 fragmentos conocidos y no llega al perihelio (0,97 UA desde el Sol) hasta el 25 de agosto de 2022. El 30 de mayo de 2022, el cometa 73P/Schwassmann–Wachmann estará a 1,5 UA del Sol y a 1,4 UA (210 millones de km) de la Tierra. La siguiente aparición notable de las Tau Hercúlidas se espera en 2049.